# Hennessey (Oklahoma)
Hennessey es un pueblo ubicado en el condado de Kingfisher en el estado estadounidense de Oklahoma. En el año 2010 tenía una población de 2131 habitantes y una densidad poblacional de 219,69 personas por km².

## Geografía
Hennessey se encuentra ubicado en las coordenadas 36°6′29″N 97°53′54″O / 36.10806, -97.89833 (36.108022, -97.898321).

## Demografía
Según la Oficina del Censo en 2000 los ingresos medios por hogar en la localidad eran de $29,038 y los ingresos medios por familia eran $35,560. Los hombres tenían unos ingresos medios de $28,750 frente a los $18,333 para las mujeres. La renta per cápita para la localidad era de $14,012. Alrededor del 16.4% de la población estaban por debajo del umbral de pobreza.